# Ernst Exss
Ernst Exss (* 22. September 1896 in Lindenberg, Westpreußen; † 28. Januar 1965 in Recklinghausen) war ein deutscher Generalmajor der Luftwaffe im Zweiten Weltkrieg.

## Leben
Exss diente im Ersten Weltkrieg in der Fliegertruppe und wurde am 1. Januar 1918 mit dem Ritterkreuz des Königlichen Hausordens von Hohenzollern mit Schwertern ausgezeichnet.
Nachdem er am 9. Juli 1920 zum Oberleutnant befördert wurde, wechselte er als Beobachter zur Polizeifliegerstaffel Münster. Dort blieb er bis zum 30. April 1925. Ab 1922 studierte er nebenbei an der Universität Münster. Er blieb bei der Polizei und wurde im Januar 1935 zum Major befördert.
Mit diesem Dienstgrad wechselte er am 1. Juli 1935 zu neu entstandenen Luftwaffe, wo er ab 2. Dezember 1935 den 2. Luftkriegslehrgang der Luftkriegsschule 2 in Berlin-Gatow besuchte. Ab 1. April 1936 schloss sich eine Ausbildung als Kampfbeobachter in der Fliegergruppe Tutow an, bevor er am 1. Juli in den Stab der I. Gruppe des Kampfgeschwaders 155 nach Giebelstadt wechselte. Dort erfolgte am 1. Januar 1937 die Beförderung zum Oberstleutnant, verbunden mit der Übernahme der II. Gruppe des Kampfgeschwaders 153 als Gruppenkommandeur. Am 1. Dezember 1938 übernahm er die Stelle eines Lehrers für Luftangriffstaktik an der Höheren Luftwaffenschule Berlin-Gatow, wo er am 1. April 1939 zum Oberst befördert wurde.
Nach dem Beginn des Zweiten Weltkriegs ging Exss ab dem 8. November 1939 kurzzeitig zum Kampfgeschwader 55, bevor er am 18. Dezember 1939 zum Geschwaderkommodore des Kampfgeschwaders 1 ernannt wurde. Er führte dieses Kampfgeschwader, das mit der zweimotorigen Heinkel He 111 ausgestattet war, in den am 1. Mai 1940 beginnenden Westfeldzug. Er blieb bis zum 15. Juli 1940 beim Geschwader und wechselte dann in die Waffenstillstandskommission, wo Exss im Bereich der Luftwaffe die Einhaltung des deutsch-französischen Waffenstillstands überwachte. In dieser war er ab dem 16. Oktober Leiter der Luftwaffen-Kontrollkommission V, seit 1. April 1942 als Generalmajor. Ab 15. März 1943 stand er als Offizier z. b. V. der Luftflotte 3 zur Verfügung, bevor er am 31. Mai 1943 Kommandeur auf dem niederländischen Fliegerhorst Gilze-Rijen wurde. Dort blieb er bis zum 6. Oktober 1944 und ging dann zum Luftgaukommando V. Seine letzte Funktion übernahm er am 9. Januar 1945 als Kommandant des Fliegerhorstes Verona in Italien. Hier geriet Exss am 2. Mai 1945, nach der bedingungslosen Kapitulation der Wehrmacht, in alliierte Kriegsgefangenschaft, aus der er im Juli 1947 entlassen wurde.